# Pobiti Kamani
Pobiti Kamani (búlgar: Побити камъни), traduït al català com 'Bosc de pedra', és un conjunt de formacions rocoses situades a la província de Varna (Bulgària). El conjunt comprén una sèrie de grups de formacions de pedra natural que abasten una superfície de 70 km². Estes formacions són columnes de diferents altures que poden arribar fins als 5 i 7 metres d'alçada, amb un gruix d'entre 0,3 i 3 metres. El 1937 va ser declarat Monument natural.
Existeixen una sèrie de teories que intenten explicar l'origen del fenomen, que es poden dividir en dos grups: l'origen mineral o l'origen orgànic. Segons la primera, les formacions són el resultat de l'activitat del corall, mentre que la segona explica el fenomen d'erosió de les roques prismàtiques, la formació de l'arena i les concrecions de pedra calcària.
Basant-se en observacions de camp i un estudi petrogràfic i geoquímic d'isòtops estables, hi ha evidències que estes representen un excepcional exemple de sistema de filtració de paleohidrocarburs. La dinàmica de la reconstrucció de l'origen d'estes estructures, els processos de migració de fluids i la possible interferència microbiana en el procés de precipitació del carbonat estan actualment en estudi per investigadors de la KU Leuven de Lovaina (Eva De Boever, estudiant de doctorat KU Leuven, Lovaina, Bèlgica), en col·laboració amb investigadors de l'Institut d'Oceanologia (Lyubomir Dimitrov, Varna, Bulgària), RCMG (Universitat de Gant, Bèlgica), el Laboratori de Geobiologia de la Universitat de Goettingen (Volker Thiel, Goettingen, Alemanya) i la Universitat de Bolonya (Barbara Cavalazzi, Bolonya, Itàlia).

## Galeria

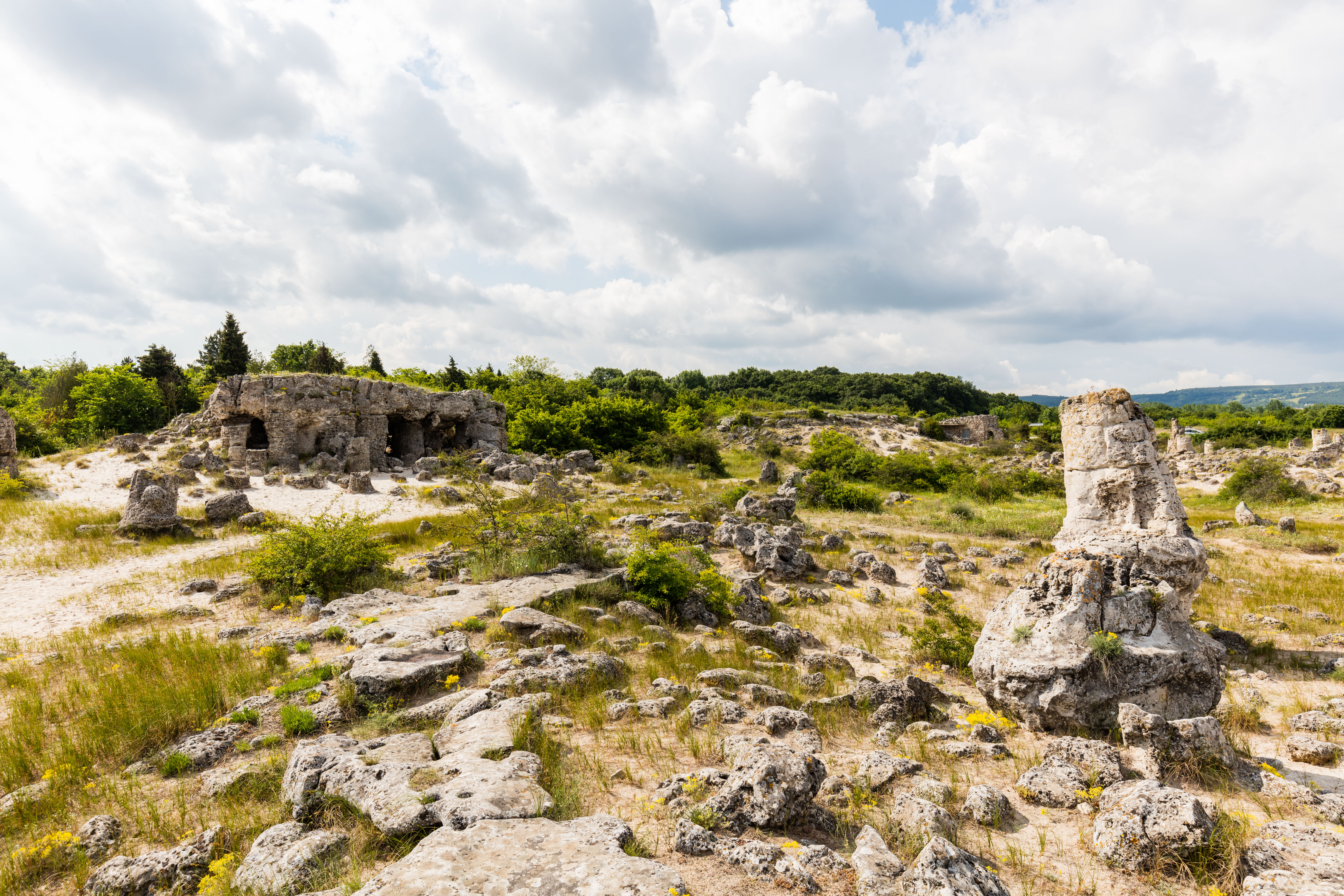
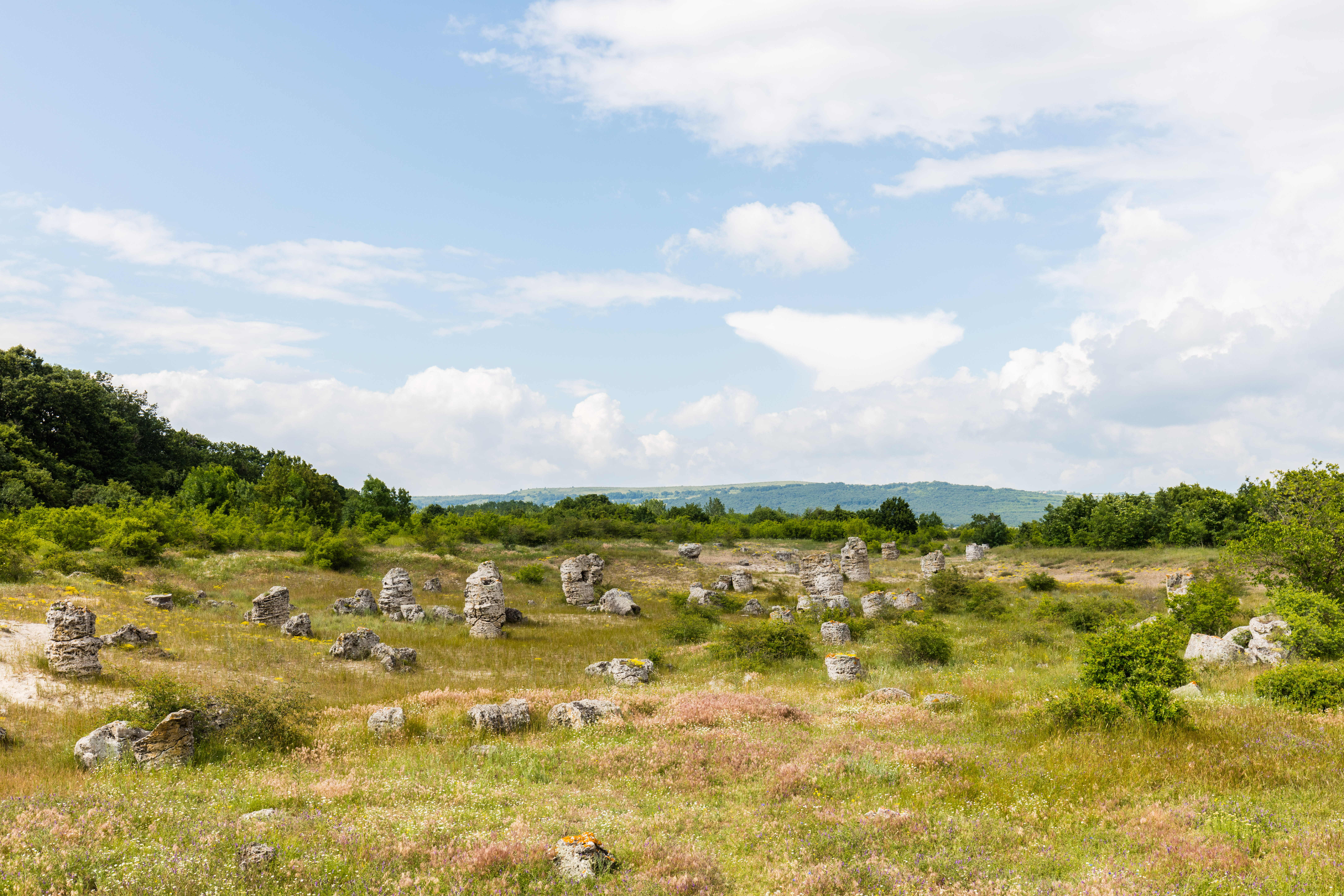
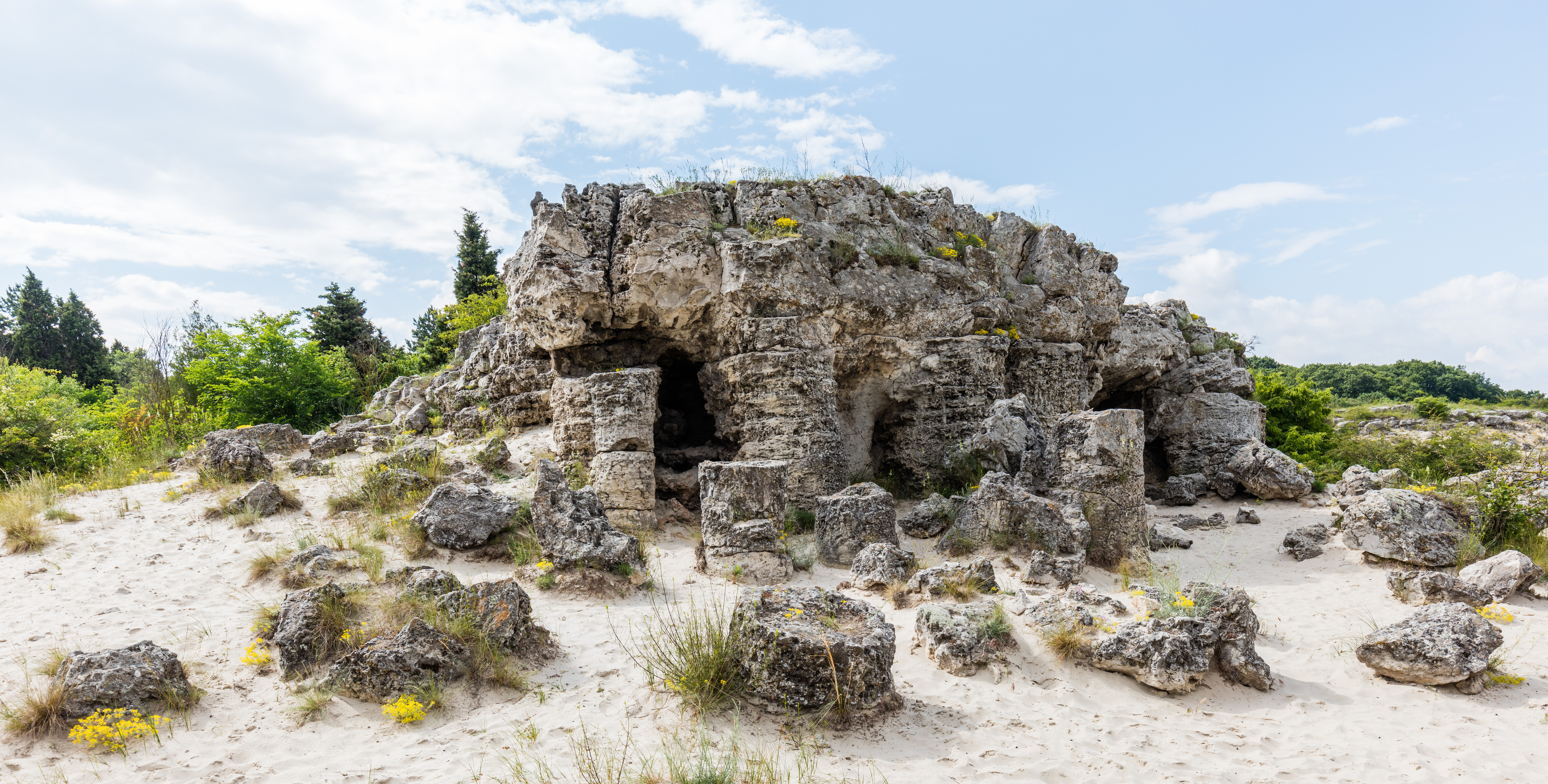
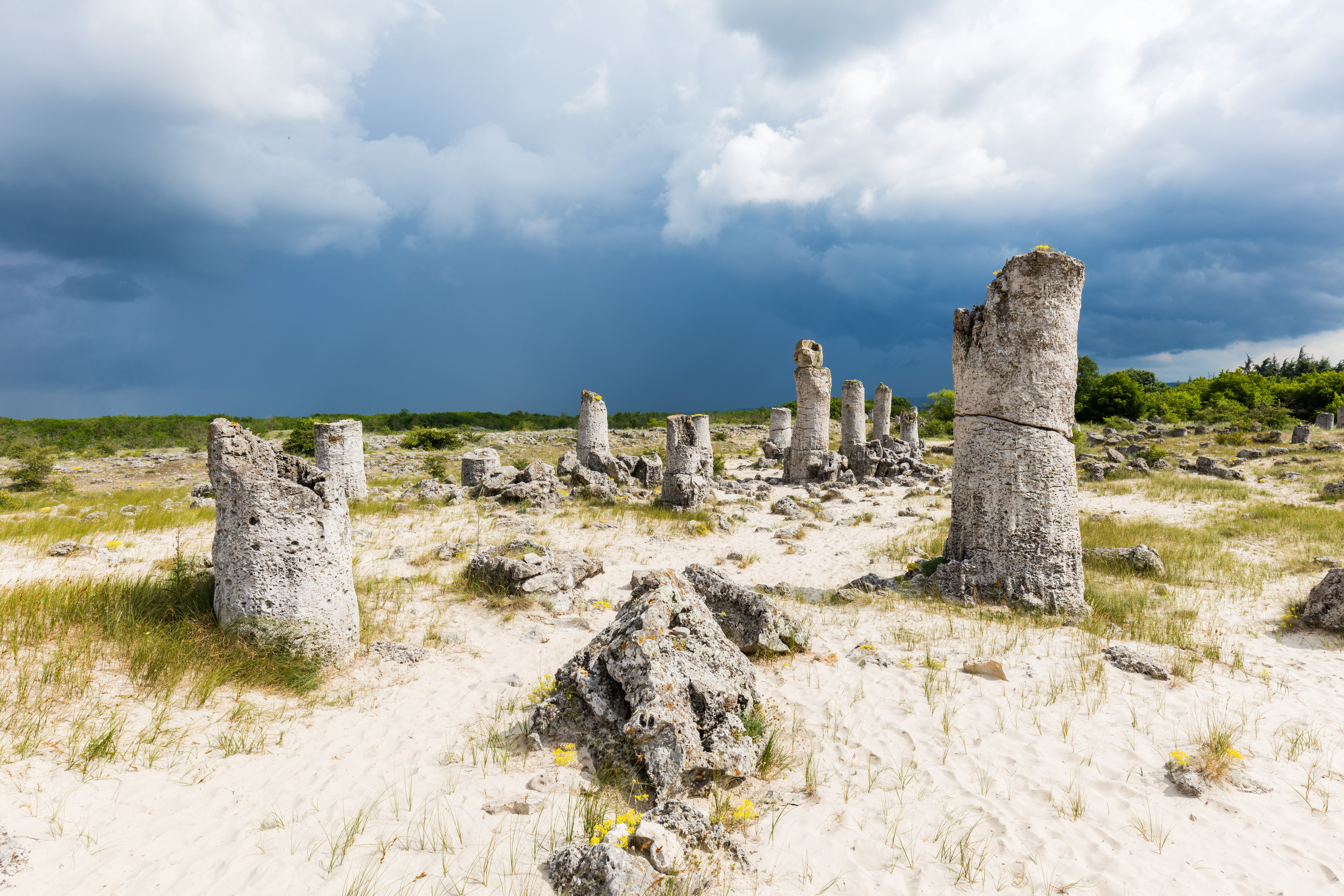
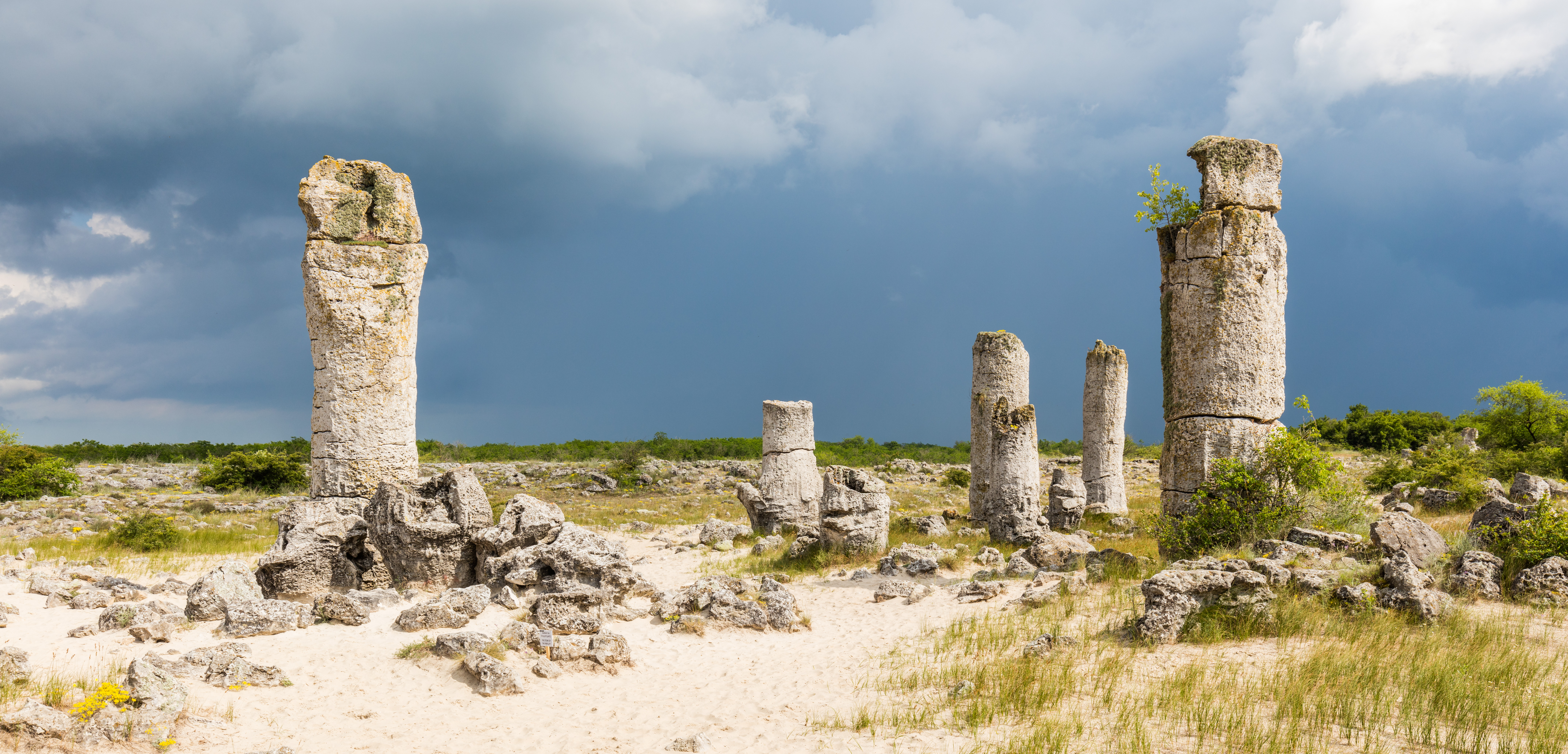
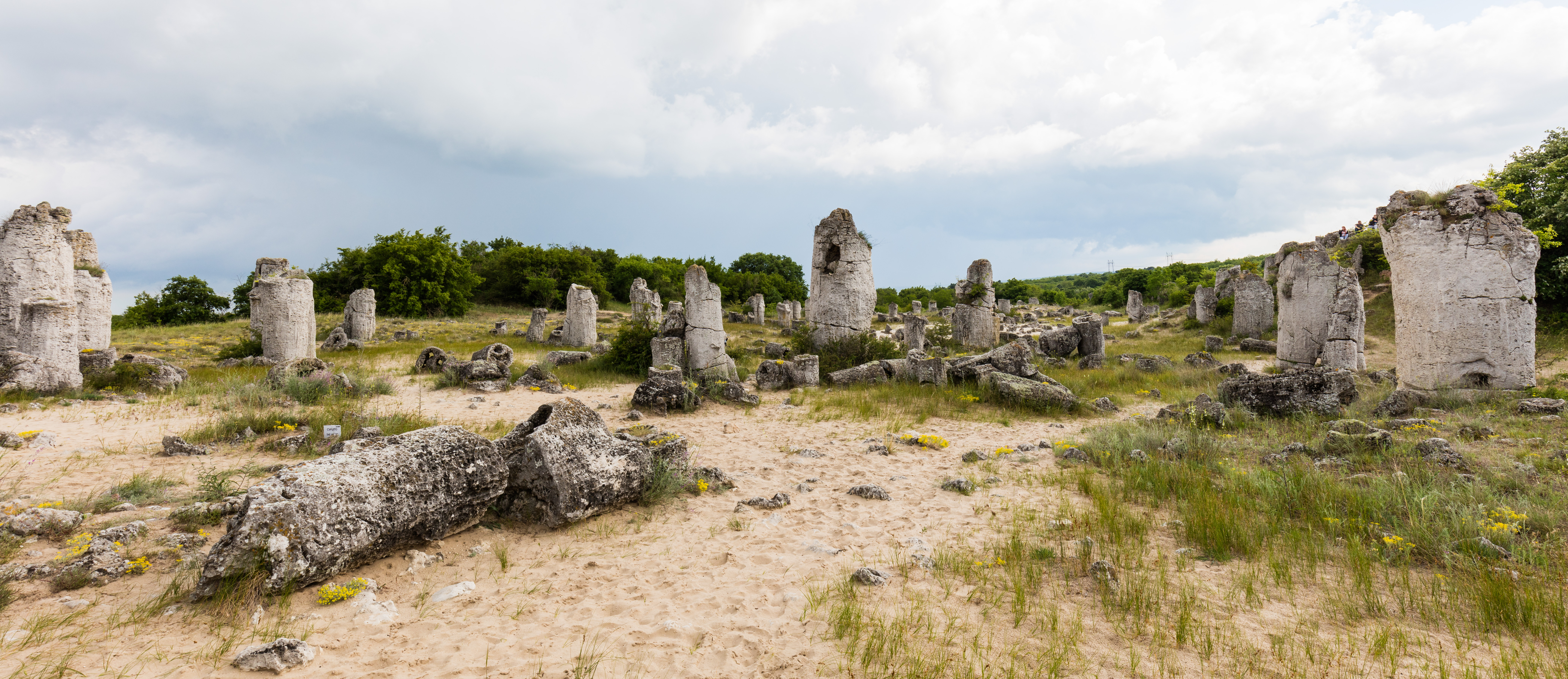